# Pardaliparus venustulus
Pardaliparus venustulus là một loài chim trong họ Paridae.